# Sridevi
Sridevi (en tamil, ; nascuda amb el nom de Shree Amma Yanger; 13 d'agost de 1963–24 de febrer de 2018) va ser una actriu i productora de cinema indi que va treballar en pel·lícules en llengües tàmil, hindi, telugu i malabar.
Va començar a actuar a l'edat de quatre anys, fent el seu debut a Bollywood en la pel·lícula Julie de 1975. Va interpretar el seu primer personatge adult en el film en tàmil Moondru Mudichu. Es va convertir en una de les actrius més reeixides de la dècada de 1980 i de principis de 1990. Va deixar la indústria l'any 1997 per criar les seves filles. Durant la seva carrera va guanyar cinc Premis Filmfare.

## Carrera
Sridevi va començar la seva carrera com a actriu infantil en la pel·lícula en tàmil de 1967 Kandan Karunai, en el paper de la jove Lord Muruga, i va actuar en moltes pel·lícules en tàmil, telugu, canarès, hindi i malabar a partir de llavors.
Al 1976, Sridevi va aconseguir el seu primer paper protagonista a Moondru Mudichu, dirigida per K. Balachander, en què va actuar al costat d'estrelles en ascens com Rajinikanth i Kamal Haasan. Després va actuar en una sèrie de pel·lícules novament amb Haasan i Rajnikanth. Amb el primer, va actuar en pel·lícules com Gurú, Sankarlal, Sigappu Rojakkal, Thaayillamal Naan Illai, Meendum Kokila, Vazhvey Maayam, Varumayin Niram Sivappu, Neela Malargal, Moondram Piraí i 16 Vayathinile; i amb Rajnikanth va aparèixer en pel·lícules com Gayathri, Dharma Yuddham, Priya, Johnny, Ranuva Veeran, Pokkiri Raja, Thanikattu Raja, Adutha Varisu i Naan Adimai Illai.
Simultàniament, Sridevi va començar a actuar en pel·lícules en telugu, moltes d'elles dirigides per K. Raghavendra Rao. Amb N. T. Rama Rao va actuar en films com Konda Veeti Simham, Vetagadu, Sardar Paparayudu i Bobbili Puli. Amb A. Nageswara Rao va actuar a Mudulla Koduku, Premabhishekham, Bangaru Kanku i Premakanuka. Amb Krishna, va participar a Kanchu Kagada, Kalavari Samsaram, Krishnavatharam, Burripalem Bolludu i Khaidi Rudrayya.

## Vida familiar i personal
Sridevi va néixer amb el nom Shree Amma Yanger Ayyapan Rajeswari el 13 d'agost de 1963 a Sivakasi, Tamil Nadu. El seu pare era advocat. Té una germana i dos germanastres. Es va casar amb Boney Kapoor, productor de cinema i el germà gran dels actors Anil Kapoor i Sanjay Kapoor, al 1996. Van tenir dues filles, Jhanvi i Khushi (Krishna). La seva llengua materna era el tàmil.

### Mort
L'actriu va morir inesperadament d'un ofegament accidental, a l'hotel on s'allotjava per assistir a un casament, el 24 de febrer de 2018.